# Kirup
Kirup är en ort i Australien. Den ligger i kommunen Donnybrook-Balingup och delstaten Western Australia, omkring 190 kilometer söder om delstatshuvudstaden Perth. Antalet invånare är 324.
Runt Kirup är det mycket glesbefolkat, med 2 invånare per kvadratkilometer.. Närmaste större samhälle är Donnybrook, omkring 16 kilometer nordväst om Kirup.
I omgivningarna runt Kirup växer huvudsakligen savannskog. Genomsnittlig årsnederbörd är 1 097 millimeter. Den regnigaste månaden är maj, med i genomsnitt 188 mm nederbörd, och den torraste är februari, med 9 mm nederbörd.